# Stipiturus mallee
Stipiturus mallee é uma ave endêmica da Austrália que, em 2008, foi declarada uma espécie em extinção.